# جورج ميدلتون (آمر عسكري)
جورج ميدلتون (بالإنجليزية: George Middleton)‏ هو آمر عسكري أمريكي، ولد في 1735، وتوفي في 6 أبريل 1815.